# Manhuaçu
Manhuaçu – miasto i gmina w Brazylii, w stanie Minas Gerais. Znajduje się w mikroregionie Manhuaçu.
W mieście ma siedzibę klub piłkarski Boston City FCB.